# Pterolophia secuta
Pterolophia secuta är en skalbaggsart som först beskrevs av Francis Polkinghorne Pascoe 1865.  Pterolophia secuta ingår i släktet Pterolophia och familjen långhorningar.
Artens utbredningsområde är:
- Filippinerna.
- Sulawesi.

Inga underarter finns listade i Catalogue of Life.